# Кампо ди Джове
Ка̀мпо ди Джо̀ве (на италиански: Campo di Giove) е село и община в Южна Италия, провинция Акуила, регион Абруцо. Разположено е на 1074 m надморска височина. Населението на общината е 860 души (към 2010 г.).